# Проклятые (фильм, 1963)
«Проклятые» (англ. The Damned) — чёрно-белый научно-фантастический триллер кинорежиссёра Джозефа Лоузи, вышедший на экраны в 1963 году.
Фильм поставлен на британской студии «Хаммер» по роману Х. Л. Лоуренса «Дети света» (1960). «Сценарий фильма был первоначально написан Беном Барзманом и достаточно точно следовал содержанию романа. Однако за две недели до начала съёмок Лоузи переписал его вместе с Ивэном Джонсом»
История вращается вокруг группы детей, которые в результате мутации стали не восприимчивы к радиационному заражению и воспитываются в секретной правительственной лаборатории как поколение, которое будет жить на земле после ядерной войны.
Фильм был создан в мае-июне 1961 года, но, вероятно, по политическим соображениям, был выпущен в Британии только в 1963 году. При этом перед выходом на экраны он несколько раз подвергался сокращениям, сначала в Британии его сократили с 96 до 87 минут, а затем в США — до 77 минут, где он вышел под названием «Это проклятые» в 1965 году.
Фильм считается одним из «высших достижений первой волны британских послевоенных научно-фантастических фильмов».

## Сюжет
Американский турист средних лет Саймон Уэллс (Макдональд Кэри) путешествует на собственной небольшой яхте вдоль южного побережья Англии. В курортном городке Уэймут он знакомится с привлекательной 20-летней девушкой Джоан (Ширли Энн Филд), которая завлекает на прогулку по городу. На одной из безлюдных улочек на Саймона нападает банда местных тедди-боев (стиляг, разъезжающих на лёгких мотоциклах) во главе с братом Джоан по имени Кинг (Оливер Рид). Они жестоко избивают и грабят Саймона. Тем временем в прибрежном кафе беседуют секретный правительственный учёный Бернард (Александер Нокс) со своей близкой подругой, современной скульпторшей Фрейей Нилсон (Вивека Линдфорс). Бернард передаёт Фрейе ключи от своего загородного дома, который она собирается использовать как художественную мастерскую. Дом расположен рядом с военной базой, на которой Бернард работает. На вопрос Фрейи, чем он занимается, Бернард отвечает, что ей лучше об этом не знать, поскольку даже самые скромные сведения о его работе могут быть смертельно опасными. Во время их разговора двое представителей службы безопасности в штатском приводят и сажают к ним за стол избитого Саймона. Они выясняют у Саймона, что с ним произошло, а затем помогают прийти в себя.
Саймон решает продолжить путешествие и готовит свою яхту к отплытию в городском порту. Неожиданно к нему подходит Джоан и начинает жаловаться на бессмысленность своей жизни и на то, что брат пытается полностью контролировать её жизнь и не даёт встречаться с другими мужчинами. Поначалу Саймон слушает Джоан настороженно, но затем начинает ей сочувствовать. В этот момент в порту появляется Кинг со своей бандой. Он начинает издеваться и угрожать Саймону и советует ему как можно скорее убираться из города. Саймон быстро собирается и уплывает, в последний момент Джоан прыгает к нему на яхту и уплывает вместе с ним, несмотря на злобные предупреждения брата. Банда Кинга преследует яхту вдоль порта, а когда она выходит в открытое море, устраивает наблюдательные пункты вдоль городского побережья. Отойдя на безопасное расстояние от берега, Саймон рассказывает о себе: он недавно развёлся с женой и оставил работу менеджера страховой компании и теперь решил путешествовать по морю. Не желая возвращаться к брату, Джоан просит увезти её вместе с собой. Саймон начинает ухаживать за Джоан, затем пытается её обнимать и целовать. Она отталкивает его и просит причалить к берегу в ближайшем возможном месте, чтобы она могла добраться домой.
Саймон и Джоан подплывают к берегу недалеко от военной базы, не подозревая, что члены заметили их. Они поднимаются вверх по скале и оказываются перед тем самым домом, в котором собирается работать Фрейя. Они заходят в дом, выпивают вина и занимаются любовью на хозяйской постели. Выйдя на улицу, они замечают приближающийся дорогой спортивный «Ягуар» и незаметно уходят из дома. Приезжает Фрейя, а вскоре появляется Кинг, который жёстко требует её сказать, где находятся Саймон и Джоан, угрожающе разбивая несколько её скульптур. Между ними возникает драка, которая прерывается после того, как бандиты дают Кингу знать, что заметили Саймона и Джоан в районе базы.
Начинается погоня банды за двумя беглецами, которые вскоре преодолевают заградительный кордон и оказываются на территории базы. На пульт слежения базы поступает сигнал о незаконном вторжении на территорию, и на поимку нарушителей немедленно высылается вооружённый отряд с собаками.
Как выясняется, Бернард является научным руководителем проекта осуществляемого на базе. Из своего кабинета он проводит образовательный урок с помощью телемоста с группой из девяти 11-летних детей, которые живут и учатся в полной изоляции где-то поблизости.
Тем временем, преследуемые военными, Саймон и Джоан практически срываются с высокой скалы и падают около берега в море. Их обнаруживают те самые дети, с которыми вёл занятия Бернард. Они хорошо одеты, ухожены, воспитаны и образованны, но имеют смутное представление о реальном мире. На ощупь их кожа значительно холоднее человеческой. Оказывается, что дети постоянно живут в подземном бункере, который является частью военной базы. С помощью камер наблюдения за детьми постоянно следят, всё их общение с людьми осуществляется с помощью телевизионной связи и очень редко их посещают люди в специальных защитных костюмах. По существу дети не знают, кто они такие и где находятся. Один из них думает, что они на космическом корабле и направлены для заселения отдалённой планеты. У детей есть одно небольшое укромное место в одной из пещер, где нет камер наблюдения. Там они хранят фотографии и предметы, связанные с людьми, которых они считают своими родителями (как правило, это герои светской хроники).
Вскоре дети находят и спасают Кинга, который также упал со скалы, потерял сознание и практически утонул в прибрежных водах. Постепенно все трое людей начинают чувствовать себя всё хуже и хуже. Саймон и Джоан решают помочь детям бежать из заточения и просят Кинга помочь им. После того, как охрана не находит нарушителей, Бернард догадывается, что они скрываются в бункере, и по телесвязи просит детей выдать взрослых, которых они прячут, иначе, по его словам, они могут умереть. Дети начинают бунтовать и разбивают камеры слежения. После этого в бункере появляются военные в радиозащитных костюмах, но Саймону и Кингу удаётся справиться с ними. Обнаружив счётчик Гейгера, Саймон понимает, что тела детей радиоактивны. Тем не менее, он всё равно решает выпустить их на свободу. В сопровождении Саймона и Джоан дети выбираются из бункера и впервые видят реальный мир. Однако почти мгновенно их окружают военные в защитных костюмах. Появляется Бернард, который приказывает отпустить Саймона и Джоан, а детей немедленно загнать обратно в бункер. Эта сцена происходит напротив домика Фрейи, которая становится свидетельницей происходящего.
Тем временем Кингу удаётся уйти от преследования, он садится на «Ягуар» Фрейи и пытается скрыться. В последний момент к нему в машину садится мальчик, который спас его, вытащив из воды. Кинг чувствует, что под действием радиации он уже не в состоянии следить за дорогой. Он высаживает мальчика посреди дороги, которого тут же хватают военные и на вертолёте отправляют обратно на базу. Преследуемый с воздуха, Кинг едет в направлении города, однако на мосту, увидев на другом конце блокпост, теряет управление и срывается в реку.
Бернард остаётся наедине с Фрейей у края скалы. Он сожалеет лишь о том, что его дети теперь знают, что они пленники и изгои, и теперь управлять ими будет значительно сложнее. Он объясняет Фрейе, что дети были заражены радиацией ещё до рождения, в результате аварии, но странным образом выжили и теперь образуют особую группу, которая способна противостоять радиоактивному заражению. По его словам, они смогут продолжить человеческий род после того, как обычные люди погибнут в результате неминуемой ядерной войны. Фрейя отвечает, что после ядерной войны уже не будет той жизни, которую мы знаем. На её вопрос, почему он отпустил Джоан и Саймона, Бернард отвечает, что скоро они умрут от радиационного заражения после чего их яхта будет уничтожена. Бернард говорит Фрейе, что теперь не сможет её отпустить и требует, чтобы она пошла вместе с ним. Когда она отказывается, он хладнокровно убивает её.
Джоан и Саймон добираются до яхты и уплывают, но за ними следует вертолёт. Дети из бункера молят о помощи, а отдыхающие на городском пляже наслаждаются безмятежным отдыхом.

## В ролях
- Макдональд Кэри — Саймон Уэллс
- Ширли Энн Филд — Джоан
- Вивека Линдфорс — Фрейя Нилсон
- Александер Нокс — Бернард
- Оливер Рид — Кинг

## Место фильма в творчестве режиссёра
По словам кинокритика Марка Деминга, «неоднозначный для своего времени, фильм „Проклятые“ был создан в Англии в 1961 году, но выпущен на экраны только в 1963 году, когда „Хаммер“ запустил его в прокат как вторую часть сдвоенного киносеанса вместе с „Маньяком“». Дейв Кер считает, что "необычное композиционное построение фильма и поставленные в нём проблемы политического характера, вероятно, напугали «Хаммер»: фильм не выпускался американским партнёром «Хаммера», студией «Коламбиа», вплоть до 1965 года, когда он вышел в ещё более урезанном до 77 минут виде и был подогнан под рекламную кампанию как сиквел успешного фильма «Метро-Голдвин-Майер» «Дети проклятых».
Фильм сделан в до-пинтеровский британский период творчества Лоузи и, по словам кинокритика Дейва Кера, в карьере Лоузи фильм «стал переходной работой между его последней традиционной жанровой картиной — тюремной драмой „Криминал“ (1961) — и „Евой“ (1962), значительно более индивидуальной и амбициозной драмой, которая проложила дорогу к последующей артхаусной карьере Лоузи, включающей созданные с участием сценариста Гарольда Пинтера драмы „Слуга“ (1963), „Несчастный случай“ (1967) и „Посредник“ (1970)». Кер обращает внимание на связь фильма с другими работами Лоузи. В частности, «многое в „Проклятых“ отсылает к его первым фильмам, которые были сделаны в Голливуде до того, как он был включён в чёрные списки и был вынужден уехать: метафорическое использование детей и антивоенная тематика напоминают о его выдающемся дебютном фильме „Мальчик с зелёными волосами“ (1947); а Макдональд Кэри обеспечивал сходный моральный центр в фильме Лоузи „Бесправный“ (1950)».
С другой стороны, этот фильм делает «кивок в сторону европейского артхаусного кино: со своим шведским акцентом и декадентским обликом, уставшая от мира художница мисс Линдфорс могла бы быть персонажем фильма Бергмана, а экзистенционально суровое морское побережье вызывает ассоциации с „Приключением“ (1960) Антониони». При этом Кер подчёркивает влияние фильма на работы других режиссёров, в частности, Стенли Кубрика. Так, «модернистский дизайн бункера и странный поворот темы ядерного Армагеддона возникают в фильме Кубрика „Доктор Стренджлав“ (1964); а контраст между импульсивной, личной жестокостью тедди-боя Рида и холодным, авторитарным насилием правительственного чиновника Нокса нашли своё отражение в фильме Кубрика „Заводной апельсин“ (1971)».

## Оценка фильма критикой
Большинство критиков назвали фильм заслуживающим внимания, обратив внимание на его необычный и культовый характер. Кинокритик Юджин Арчер в «Нью-Йорк таймс» подчёркивает, что «когда режиссёр со столь ярко выраженным личностным подходом, как Джозеф Лоузи, обращается к научной фантастике, можно ожидать чего-то необычного». Марк Деминг на Allmovie отмечает, что «этот необычный научно-фантастический фильм завоевал небольшое, но страстное число поклонников», такого же мнения придерживается и Крейг Батлер, оценивая картину как «мощный мрачный научно-фантастический фильм, который восхитит одних и покажется скучным другим,… это глубокое и умное произведение, в центре внимания которого находятся личности героев». Джонатан Розенбаум называет фильм «более чем интересной диковинкой и одной из лучших английских работ Лоузи». А журнал «TimeOut», оценив фильм в целом критически, тем не менее отметил, что «как авторская диковина, он вызывает немалое очарование».
Одной из особенностей фильма критики называют необычность его жанра. Так, журнал «TimeOut» пишет: «Без сомнения, самый странный из фильмов, когда-либо произведённых студией „Хаммер“, он сочетает апокалипсическую научную фантастику, подростковый бунт, зловещее философствование… Фильм начинается как довольно традиционная мелодрама, а затем закручивается в суровую головоломку о научных экспериментах с радиоактивными детьми». Примерно то же пишет и Джонатан Розенбаум: «Фильм начинается со своего рода любовной истории, а затем постепенно превращается в антиядерную притчу о радиоактивных детях, изолированных от человечества в подземной пещере». Дейв Кер в «Нью-Йорк таймс» отмечает, что фильм представляет собой «лихо закрученную, тревожную смесь социальной тематики и научной фантастики», а Юджин Арчер называет картину «горькой фантазией атомной эпохи, сделанной в рамках скромного бюджета за два года до его блестящего „Слуги“», относя его к числу лучших малобюджетных фантастических фильмов своего времени наряду с такими картинами, как «Вторжение похитителей тел» (1956) и «Деревня проклятых» (1960)".
Арчер считает, что фильм «очень силён по своему жуткому воздействию» и, по словам Кера, «создаёт впечатляющую атмосферу социального упадка и неясного апокалипсического ужаса». Далее Арчер отмечает, что «начиная с первых сцен, атмосфера картины носит сюрреалистический характер», где учёный преследуем страхами неминуемой мировой катастрофы, скульпторша приравнивает бессмысленное насилие к разложению идеалов послевоенной цивилизации, девушка бежит от подавляемых страстей своего жестокого брата, а невинная пара, не подозревая о том, становится виновной перед государственной машиной. Арчер заключает, что к тому времени, когда «пара, убегая от истеричного брата, ищет спасения за забаррикадированными стенами жуткой милитаризированной резервации на скалистом побережье, чувство зловещей нереальности уже столь тщательно подготовлено, что публика готова ко всему».
Фильм исследует целый ряд проблемных социальных тем, среди них темы насилия, моральной коррупции власти и тотального государственного контроля над людьми. Комментируя нападение тедди-боев, государственный чиновник с шотландским грассированием говорит, что «эпоха бессмысленного насилия захватила и нас». Однако Кер отмечает, что «нечто более зловещее — осмысленное насилие? — имеет место на военной базе за городом, где чиновник возглавляет сверхсекретный проект с участием группы детей, обладающих особыми способностями».
Арчер подчёркивает, что фильм, подобно книге Джорджа Оруэлла, показывает, как «группа детей растёт в изоляции под жёстким контролем всевидящего телевизионного глаза, и это становится пугающе правдоподобным». Крейг Батлер отмечает, что фильм «исследует чувства безнадёжности и тщетности, которые могут охватить мир, в котором власть потеряла свой моральный компас»
Критики в целом высоко оценили режиссёрскую работу Лоузи. Так, Журнал «TimeOut» подчёркивает, что «рука Лоузи ощутима во всём, и огромная сила воздействия фильма является прежде всего его достижением, также как и некоторые недостатки, и то страшное послание, которое фильм несёт». Арчер пишет, что «мистер Лоузи доводит свою мрачную логику до апокалипсического финала, давая сильную критику ядерной эпохи — одновременно захватывающе показывая каких заметных результатов одарённый режиссёр может достичь ограниченными средствами», отмечая что «благодаря впечатляющей режиссёрской технике Лоузи удаётся преодолеть ограниченности жанра».
По мнению журнала «Variety», хотя текст является достижением сценариста Эвана Джонса, тем не менее «значительная часть притягательности фильма находится в визуальной сфере». Крейг Батлер согласен с этим мнением, отмечая, что фильму «помогает точная операторская работа Артура Гранта, наполненная тщательно выстроенными кадрами, которые несут нужное воздействие от эпизода к эпизоду»
Хотя журнал «TimeOut» написал, что «актёрская игра слабая, и очевидное безразличие Лоузи к требованиям жанра приводит к тому, что фильм так и не становится увлекательным», тем не менее, большинство критиков высоко оценило игру актёрского ансамбля. Так, журнал «Variety» пишет, что «все актёры отличные, при этом ни один из персонажей не доминирует над действием и не затмевает остальных». С ним согласен Батлер: «Актёры попеременно выходят на главные роли, немного более других в этом качестве выступают Макдональд Кэри и Ширли Энн Филд, и играют они вполне приемлемо. Ещё лучше Оливер Рид, уверенно создающий образ пугающего полупсихопата. Ещё лучше Вивека Линдфорс, несущая красиво выстроенный поворот, который открывает глубокие слои своего персонажа и никогда не выдаёт фальшивых нот». Арчер добавляет, что «Макдональд Кэри и Ширли Энн Филд убедительны как пара, которая представляет человечество в борьбе против жертв во имя науки, а учёный Александера Нокса является их непримиримым противником».
Внимание критиков обратила на себя личность «болезненно собственнического» Кинга в исполнении Оливера Рида, особенно, его отношение к сестре. «Variety» пишет: "Рид играет тедди-боя и брата Филд, хотя его интерес к ней носит сильный кровосмесительный характер. Демиг поддерживает это мнение: «Кинг испытывает практически нескрываемое кровосмесительное влечение к своей сестре». Интересна также актёрская работа Вивеки Линдфорс, которая, по словам, Джонатана Розенбаума, «добавляет изумительную роль эксцентричной скульпторши», «которая специализируется на обуглившихся человеческих фигурах».